# بزرگراه اطلاعاتی
اصطلاح بزرگراه اطلاعاتی اشاره دارد به سیستم ارتباطات دیجیتال و شبکه مخابرات اینترنتی که بار اول توسط ال گور، سناتور وقت و معاون ریاست جمهوری ایالات متحده آمریکا مورد استفاده قرار گرفت.
مفهوم بزرگراههای اطلاعاتی 
مجموعه ای از شبکه هایی است که در حال فعالیت هستند و جریان صدا، متن و تصویر را به گونه هایی واقعی یا مجازی امکان پذیر می سازند. این پیام ها همگی از یک کانال واحدی می گذرند و به نشانه هایی که ماهیت واحدی دارند، تبدیل می شوند.
از جمله ویژگی های بزرگراه هایی اطلاعاتی عبارت است از:
- برای ایجاد این بزرگراه ها، شرکت های مختلف اطلاعاتی و ارتباطی از جمله مطبوعات، شرکت های تبلیغاتی، سازمان های رادیو و تلویزیون و شرکت های چند ملیتی و کامپیوتری و فراملیتی را ایجاد می کنند.
- قوانین و مقررات ملی و رفت و آمد در این بزرگراه های اطلاعاتی در اختیار شرکت های بزرگ خصوصی است. در سطح جهانی نیز، این مقررات هنوز مبهم بوده؛ ولی تحت نفوذ و سیطره کشورهای پیشرفته غرب است.
- ساختمان و گستره این بزرگراه ها به گونه ای است که هم امکان استفاده وسیع، متعامل و دامنه دار افراد از اطلاعات و ارتباطات را افزایش می دهد و هم امکان کنترل کامل افراد و سوء استفاده از اطلاعات شخصی را بالا خواهد برد. این بزرگراه ها هم می توانند، عامل تبادل اطلاعات و توسعه فرهنگی و بالا بردن سطح زندگی افراد و ملت ها باشند و هم می توانند، وسیله سلطه گر ، هجوم فرهنگی، اقتصادی و سیاسی گردد.